# Sarcohyla thorectes
Espèce
Statut de conservation UICN

 CR A2ace : 
En danger critique
Synonymes
- Hyla thorectes Adler, 1965
- Plectrohyla thorectes Faivovich, Haddad, Garcia, Frost, Campbell, and Wheeler, 2005

Sarcohyla thorectes est une espèce d'amphibiens de la famille des Hylidae.

## Répartition
Cette espèce est endémique du Mexique. Elle se rencontre entre 1 530 et 2 500 m d'altitude sur versant Sud de la sierra Madre del Sur dans les États de Guerrero et d'Oaxaca.

## Publication originale
- Adler, 1965 : Three new frogs of the genus Hyla from the Sierra Madre del Sur of Mexico. Occasional papers of the Museum of Zoology University of Michigan, vol. 642, p. 1-22 (texte intégral).